# Tapia de Casariego
Tapia de Casariego es un concejo de la costa occidental de Asturias, en el norte de España, una parroquia de dicho concejo y la villa homónima, capital del mismo. Limita al norte con el mar Cantábrico, al este con el concejo de El Franco, y al sur y al oeste con el de Castropol. Tiene una extensión de 65,99 km² y de acuerdo con el INE de 2022 su población actual es de 3671 habitantes, de los cuales 2222 habitan en la parroquia. Es uno de los concejos en los que se habla eonaviego o gallego-asturiano.

## Geografía

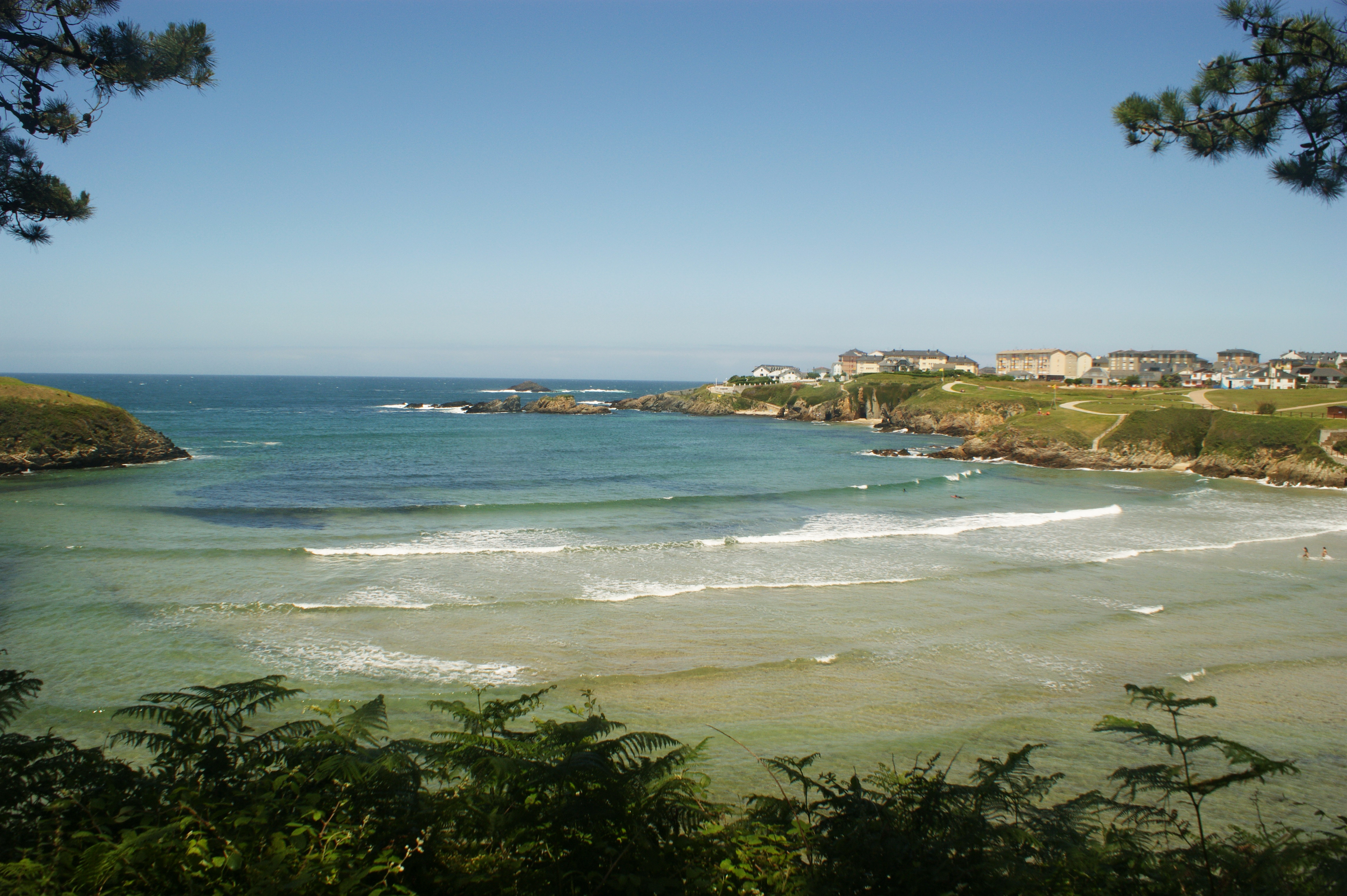
Playa de Tapia

Integrado en la comarca del Eo-Navia, se sitúa a 129 kilómetros de Oviedo. El término municipal está atravesado por la Autovía del Cantábrico (A-8) y por la carretera nacional N-634, entre los pK 539 y 549, por la carretera autonómica AS-23, que se dirige hacia Boal, y por carreteras locales que permiten la comunicación por el municipio. 
| Noroeste: Mar Cantábrico | Norte: Mar Cantábrico | Nordeste: El Franco |
| Oeste: Castropol         |                       | Este: El Franco     |
| Suroeste: Castropol      | Sur: Castropol        | Sureste: El Franco  |

### Orografía

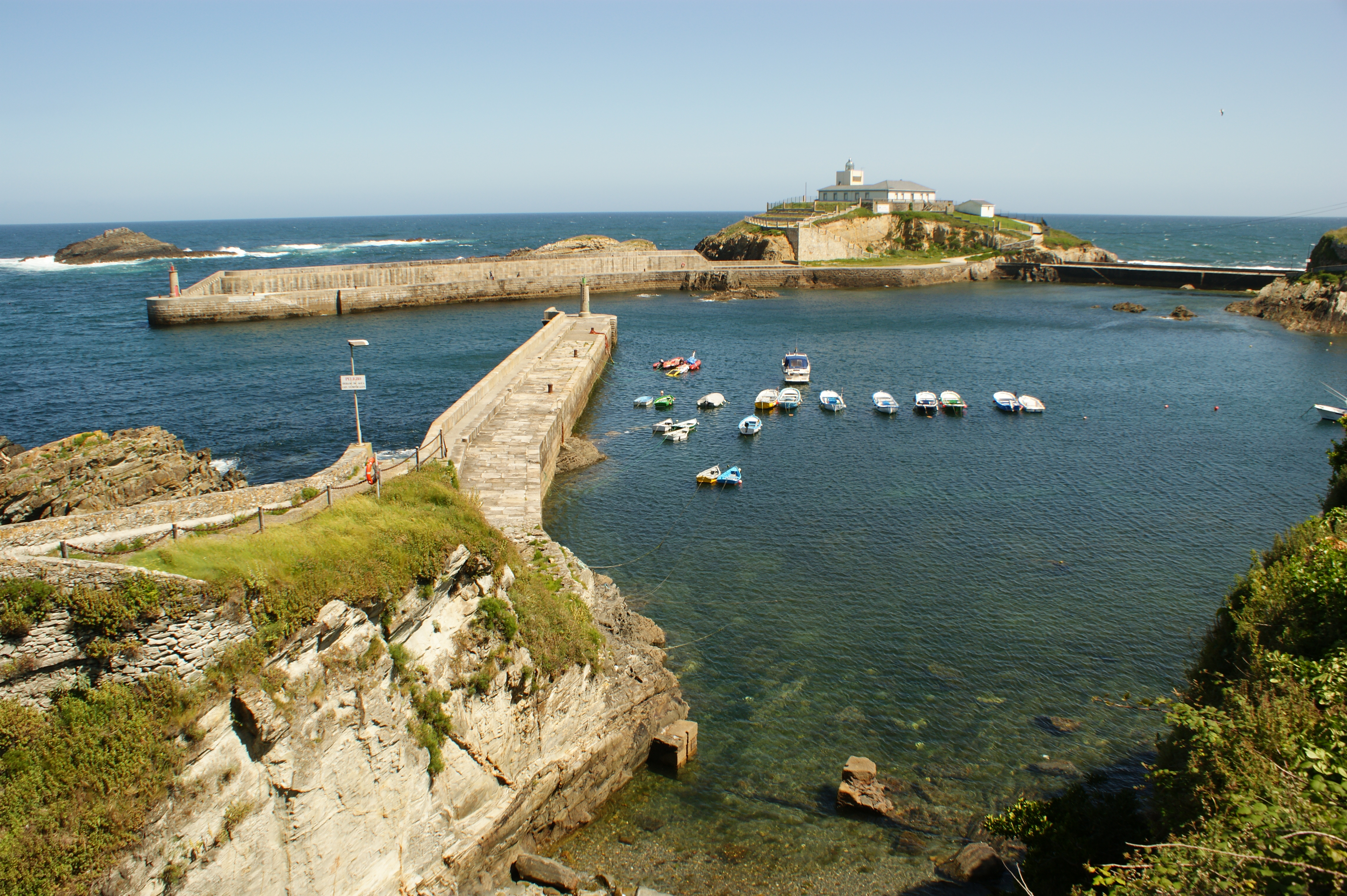
Faro Isla Tapia

El relieve tiene altitudes bastantes suaves y con pocas pendientes, observándose dos zonas bastantes diferenciadas separadas por la carretera que va de Figueras a Lagar. En la parte sur de esta vía encontramos el cordal de Acevedo y los montes de Candaosa, con alturas de poca importancia entre las que destaca la loma de Las Cruces con 396 metros. Por su lado norte se divisa una extensa y fructífera planicie litoral. Otras alturas reseñables son las del Pico de Las Nieves (251 m), el Grandela (348 m), y ya en el límite con Castropol la loma del Pousadoiro (645 m). El litoral se encuentra muy batido por el oleaje marino, contando con varios acantilados e islotes de pequeña altitud. Sus playas también presentan diferencias, encontrándose playas de arena muy fina a partir de la parte occidental de la capital. En la parte oriental de la villa lo que predominan son las riberas de piedra que cuentan con accesos complicados. La altitud oscila entre los 645 metros (Posadoiro) y el nivel del mar. El pueblo se alza a 19 metros sobre el nivel del mar. 

### Hidrografía
El curso fluvial más importante es el río Porcia que nace en las estribaciones de La Bobia y que desemboca en la playa de Porcia. Es irregular en su curso y hace de límite con el municipio vecino de El Franco durante varios kilómetros. Otros ríos del concejo son el Anguileiro, con desembocadura en la playa de Tapia y el Tol que desemboca en la de Serantes. Sus aguas en épocas estivales suelen ser muy bajas.

### Clima
El clima es de tipo oceánico, con las temperaturas máximas y mínimas muy suavizadas por la influencia del mar.
La temperatura media en la época estival es de 20,5 °C la máxima y 14,4 °C la mínima.En invierno éstas llegan a los 10,5 °C y 5,3 °C. 
La precipitación media anual es del orden de 900 mm, una de las más moderadas de Asturias. Una de las características en Tapia, al igual que muchas localidades del Principado es la significativa frecuencia de las brumas marinas.

### Geología
Desde el punto de vista geológico el suelo de Tapia es de formación silúrica compuesto principalmente de cuarcitas y pizarras cámbricas. Hay también una importante presencia de granito en la zona oriental del término municipal, cerca ya de la costa. En la zona próxima a la localidad de Porcia y en la antigua parroquia de Santa María del Monte aparecieron muestras de mineral ferromagnético.
Se trata en cualquier caso de materiales geológicos de naturaleza silícea, sobre los que desarrollan suelos ácidos pobres en sales minerales (suelos oligotróficos y mesotróficos). En los fondos de valle, los materiales aluviales pueden aportar una mayor fertilidad a los suelos y facilitar la existencia de perfiles edáficos más profundos y desarrollados.

### Paisaje

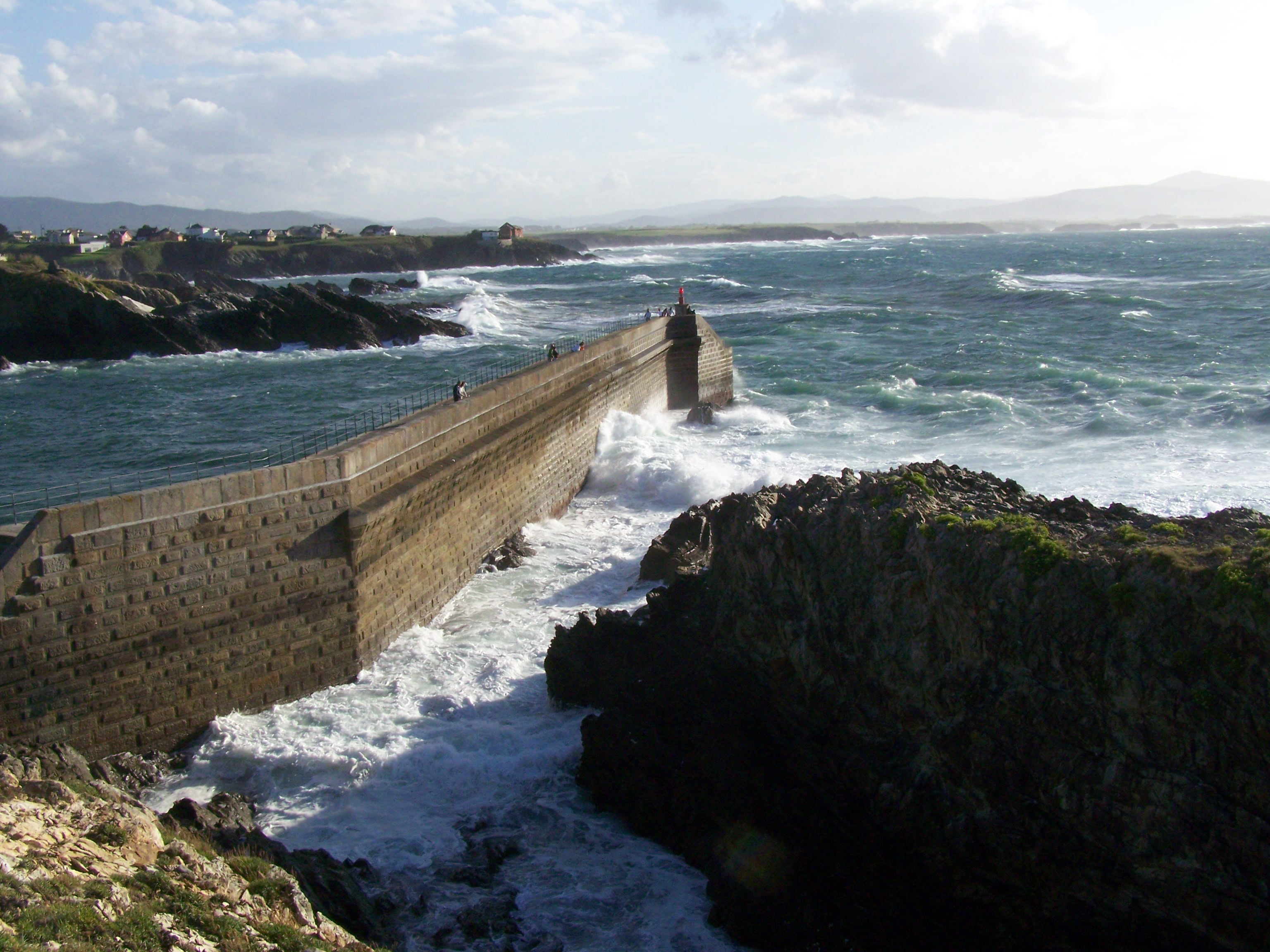
Dique exterior del puerto

El mar es el elemento paisajístico más destacado. En la zona oriental del concejo encontramos únicamente la Playa de Porcia, a partir de la cual la costa es un acantilado continuo hasta el núcleo urbano de Tapia. En la zona occidental del concejo el litoral es una sucesión de playas (Playa de Tapia, Playa de la Paloma, Playa del Sarello o de Serantes, Playa de la Mixota, Playa de Santa Gadea y Playa de Penarronda) separadas por extensos acantilados. Entre las Playas de Santa Gadea y de Penarronda se localizan las Islas Pantorgas, junto a la pequeña ensenada de Santa Gadea.
La rasa litoral se sitúa en Tapia de Casariego a su menor altitud sobre el mar, tan sólo unos 20-30 msnm.

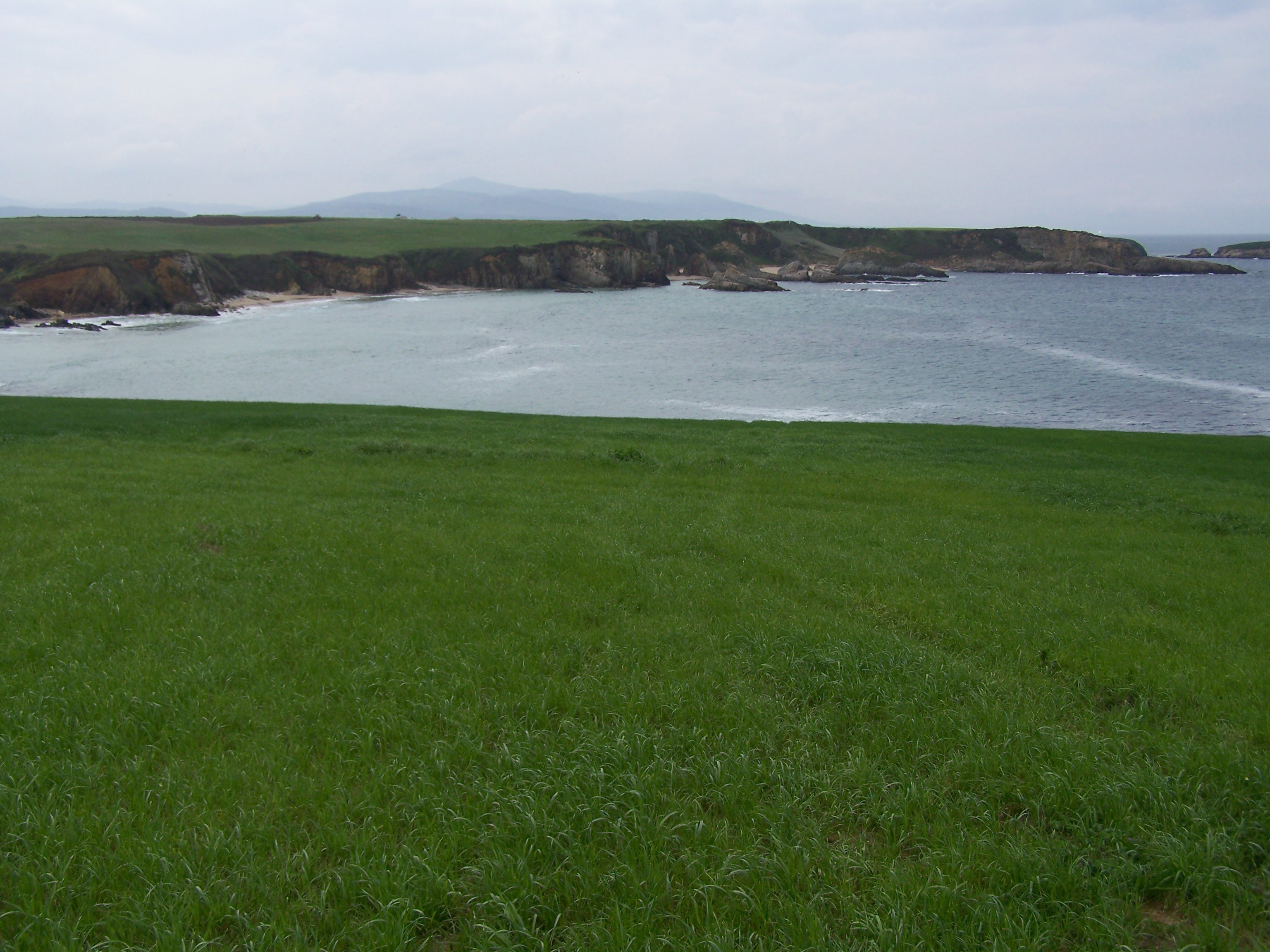
Escasa altitud de la llanura o rasa litoral en Tapia de Casariego

Las actividades humanas condicionan un paisaje caracterizado por usos y elementos tradicionales, principalmente agrícolas y ganaderos, principalmente prados de siega y cultivos forrajeros de maíz. En menor medida se puede encontrar todavía algún cultivo de patatas o de habas, ya prácticamente solo para el autoconsumo. En la rasa litoral podemos encontrar también de forma residual alguna pequeña zona de matorral o arbolada, principalmente en algún enclave de mayor pendiente en las márgenes de las vaguadas de los arroyos, y también en los acantilados marinos. En las orillas de los arroyos perdura todavía la primera línea de vegetación arbórea, siendo el río Porcia el cauce de mayor entidad y con bosques de ribera mejor conservados.
Al sur del concejo, el relieve se acentúa y encontramos un mosaico de bosques y prados de diente. Sin embargo, como en toda la comarca, estos bosques son mayoritariamente plantaciones intensivas de eucalipto y pino de Monterrey.
Todos estos elementos configuran un paisaje rural que ha sido intensamente transformado por las actividades agrícolas y ganaderas tradicionales a lo largo de los siglos.

## Fauna y flora

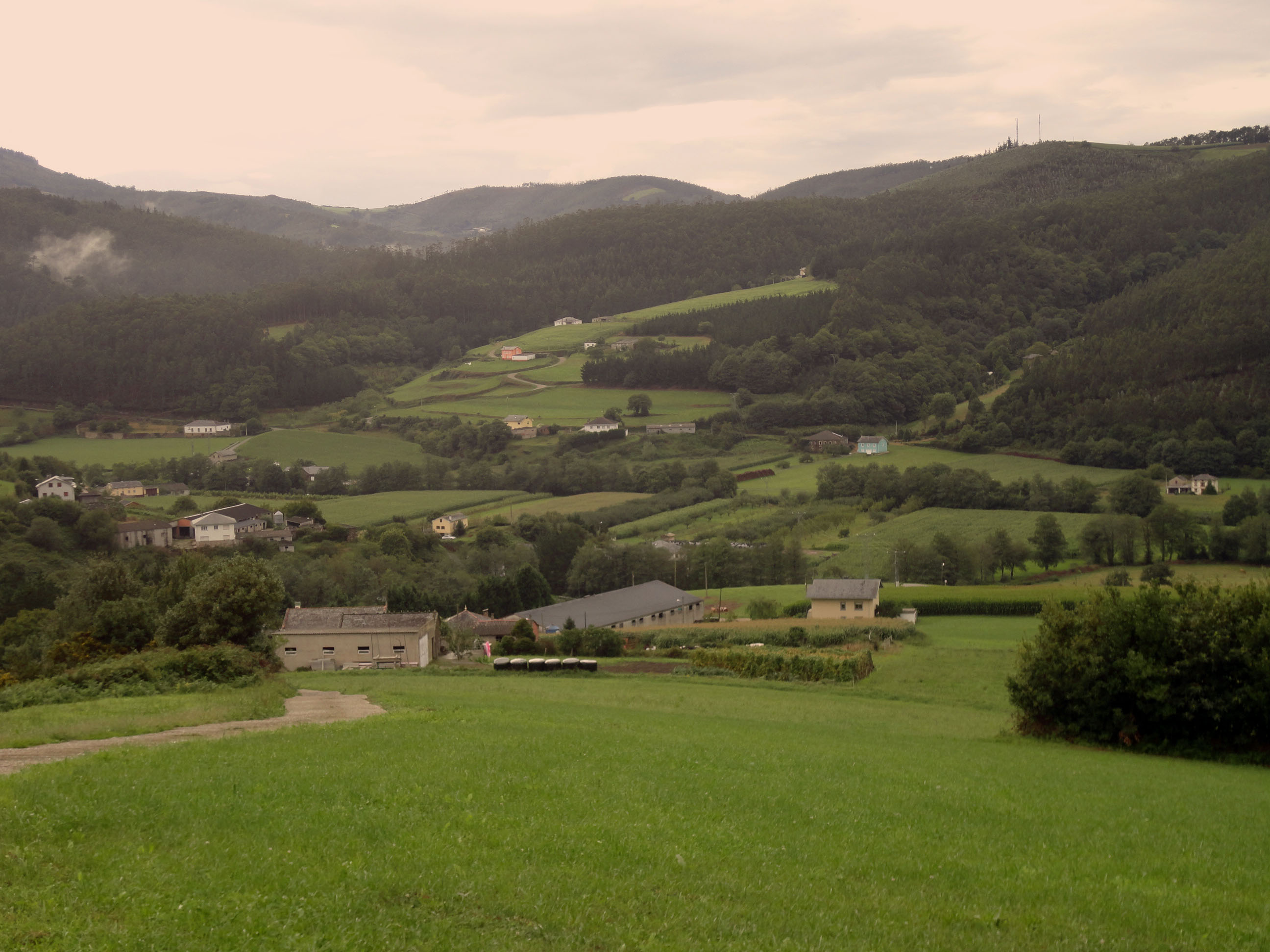
Paisaje rural en A Viguía en el interior del concejo de Tapia

La vegetación consta principalmente de pinos, hayas, castaños, eucaliptos, álamos y robles.
En cuanto a la fauna, se encuentran sobre todo aves como gaviotas, ostreros, halcones y mamíferos como el jabalí o el corzo.

## Historia
De la cultura castreña quedan en Tapia once castros de los pueblos egobarros. Es probable que la densidad de poblamientos en la zona se hubiera debido a la presencia de minas antes y durante la ocupación romana.
En la Edad Media, la población se instala en torno a los monasterios de San Martín y San Esteban, hasta que en el año 1154 Alfonso VII cede el territorio al obispado de Oviedo. Ya en la Baja edad media el municipio tenía cierta importancia pesquera, al tiempo que era un lugar de paso para los peregrinos que realizaban el Camino de Santiago.
En 1580, la desamortización realizada a instancias de Felipe II resulta en la independencia de Tapia y Salave respecto al poder eclesiástico. Sin embargo, no fue hasta el siglo XIX cuando Tapia se constituyó como ayuntamiento autónomo, independiente de Castropol. Posteriormente consiguió un importante desarrollo industrial, aunque en la actualidad esta ocupación ha dejado paso al ocio y al turismo.
A consecuencia de la reforma de la nomenclatura municipal de 1916, el municipio, conocido hasta entonces como Tapia, pasó a denominarse Tapia de Casariego en homenaje a Fernando Fernández-Casariego y Rodríguez Trelles, primer marqués de Casariego, quien tuvo un papel destacado en la consecución de la independencia de Tapia.
En enero de 2018 la Consejería de Educación y Cultura del Principado de Asturias, a propuesta de la Junta Asesora de Toponimia, decretó la supresión de la mención al Marqués de Casariego en la toponimia local, sin tener en cuenta las mociones en sentido contrario aprobadas por el pleno municipal.

## Demografía
Tapia de Casariego cuenta con una población de 3579 habitantes (INE 2024).
| Gráfica de evolución demográfica de Tapia de Casariego entre 1877 y 2021 |
| |
| Población de derecho según los censos de población del INE. Población de hecho según los censos de población del INE.En estos censos se denominaba Tapia: 1877, 1887, 1897, 1900 y 1910. Entre el censo de 1877 y el anterior, aparece este municipio porque se segrega del municipio Castropol. |

A comienzos del siglo XX la población era de 5106 habitantes, cifra que fue descendiendo durante las primeras décadas por causa de la emigración a ultramar. La emigración se produce por la escasez de recursos de la población y las pocas perspectivas de mejora.
Desde finales de la Guerra Civil y hasta la década de los ochenta, la tendencia se invierte ganando efectivos gradualmente. Este aumento se debe sobre todo al desarrollo económico de toda la comarca, llegando a alcanzar la cifra de 5328 habitantes.
Desde entonces la cifra vuelve de nuevo a disminuir, tendencia ésta todavía presente en la actualidad. Las causas de este nuevo retroceso las tienen el descenso de la natalidad y también de nuevo los movimientos migratorios, aunque esta vez los destinos son otros bien diferentes, en concreto las zonas industriales de la región, del país e incluso a países europeos como Francia y Alemania.
Todo esto provoca una pirámide de población en el que las personas con edad más avanzada van ganando terreno con respecto a las más jóvenes.

### Urbanismo
El paisaje urbano de la villa de Tapia de Casariego conserva su estructura y arquitectura tradicionales, con un trazado viario desorganizado y pequeñas edificaciones austeras de dos alturas (muy libres de ornamentos) enfoscadas en blanco con tejados de pizarra. Esta arquitectura se puede admirar particularmente bien en el barrio de pescadores y en el pequeño y pintoresco puerto pesquero.
En la arquitectura tradicional destacan también los palacios, todos ellos situados fuera del núcleo urbano. Destacan el de Campos o de los Magdalena en la parroquia Santa María de Campos y Salave, el de Cancio en Casariego, y los de Las Nogueiras y Villaamil en Serantes de la familia Villaamil. Este último, lamentablemente ya desaparecido y que se situaba en el emplazamiento del actual Asilo de Villaamil, era en su tiempo la casa más solariega, señorial y nobiliaria de la comarca, y de cuya familia procede el lema del escudo de Serantes y Tapia de Casariego: «Villaamil avante con esta cruz delante». Pese a sus pretensiones señoriales, estos palacios eran realmente más bien casonas de labranza. La planta inferior estaba dedicada a cuadras para el ganado, sobre las que se situaba la vivienda en la planta superior. Estos conjuntos contaban además con sus cabazos, palomares, pajares, eras y huertas para la actividad agrícola y ganadera. 
Con excepción del núcleo urbano de Tapia y de algún desarrollo urbanístico moderno o contemporáneo, como la Urbanización Entreplayas (situada en la margen contraria al núcleo urbano de la Playa de Tapia), en el concejo las edificaciones aparecen muy dispersas por todo el territorio. Estas edificaciones se caracterizan además muy mayoritariamente por su moderado tamaño, sobre todo en altura (la mayoría de las edificaciones no superan los dos pisos, siendo raras las edificaciones de mayor altura como el asilo de Villaamil), lo que condiciona una exposición visual muy reducida. Desde el punto de vista estético, las edificaciones se siguen ajustando en su mayoría a las características arquitectónicas y estéticas tradicionales (fachadas de piedra o enfosadas, tejados de pizarra...), lo que facilita su integración paisajística. Por otra parte, no se localizan elementos discordantes, de gran impacto visual o que rompan con el entorno, como pudieran ser grandes industrias, minas a cielo abierto, etc.

## Comunicaciones
El concejo cuenta con una buena infraestructura comunicativa, con la autovía del Cantábrico como eje transversal de alta capacidad del mismo, la carretera nacional N-634 que permite una comunicación entre varias de las parroquias, así como numerosas carreteras locales que enlazan con todos los núcleos de población. Existen además servicios de autobús que comunican con las principales localidades a nivel regional y la estación ferroviaria que forma parte de la línea de vía estrecha ferrocarril Ferrol - Gijón.

### Red viaria principal
| Tipo             | Identificador | Denominación                 | Itinerario |
| ---------------- | ------------- | ---------------------------- | --- |
| Autovías         | A-8           | Autovía del Cantábrico       | Baamonde - Tapia de Casariego - Avilés - Gijón - Torrelavega - Bilbao - San Sebastián e Irún                                                                    |
| Otras carreteras | N-634         | Carretera Nacional 634       | San Sebastián - Bilbao - Torrelavega - San Vicente de la Barquera - Llanes - Oviedo - Luarca - Tapia de Casariego - Ribadeo - Baamonde - Santiago de Compostela |
| Otras carreteras | AS-23         | Carretera Mántaras - Lagar   | Mántaras - La Roda - Lagar |
| Otras carreteras | AS-31         | Carretera Figueras - La Roda | Figueras - Tol - La Roda |
| Otras carreteras | AS-32         | Carretera Serantes - Tol     | Serantes - Tol |

## Economía

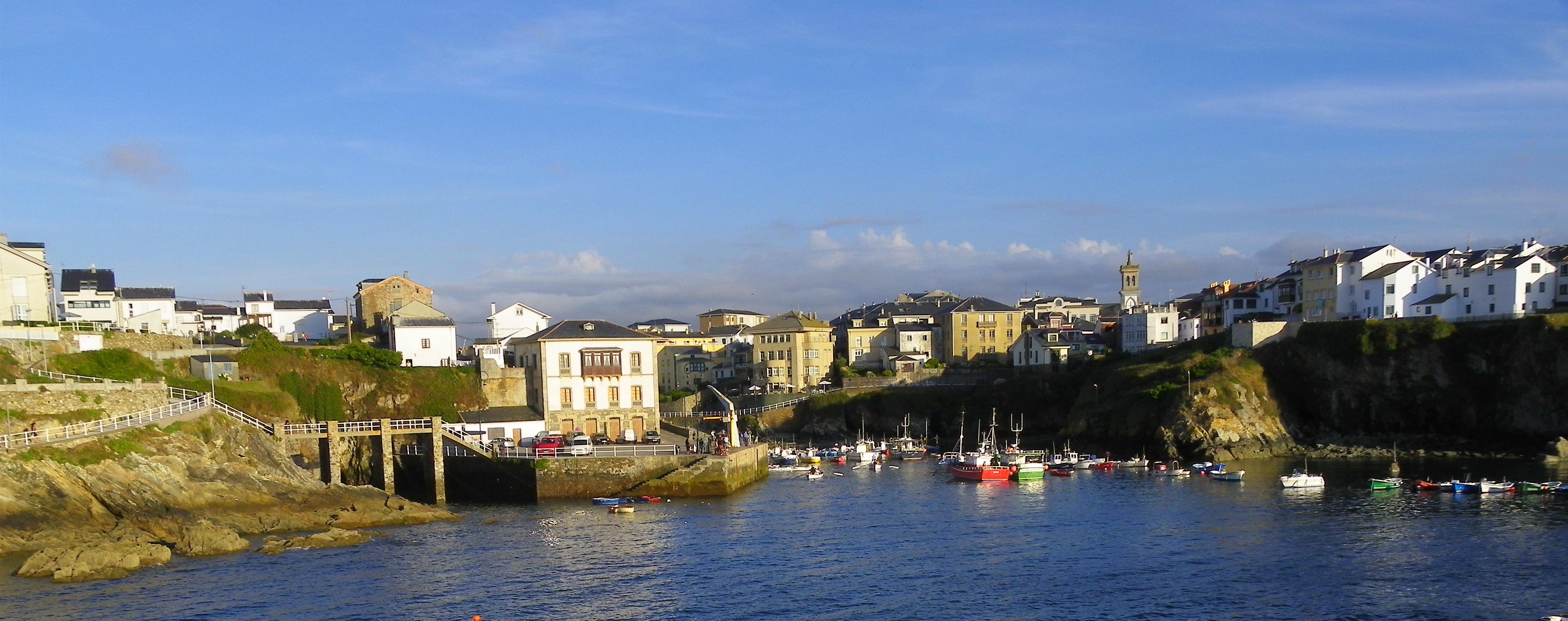
Puerto pesquero

Históricamente, las principales actividades económicas eran la agricultura, la ganadería y la pesca. Actualmente el sector primario sigue siendo el que mayor número de empleos genera, con un 42,32 % del total.
La actividad ganadera tiene en el concejo una gran importancia, trabajándose sobre todo con la cabaña vacuna orientada básicamente hacia el sector lácteo, llegando a producir antes de las normativas europeas relativas al sector, más de 20 millones de litros de leche. Es uno de los concejos con una mayor especialización láctea de toda Asturias con un total del 95 % de todas las cabezas.

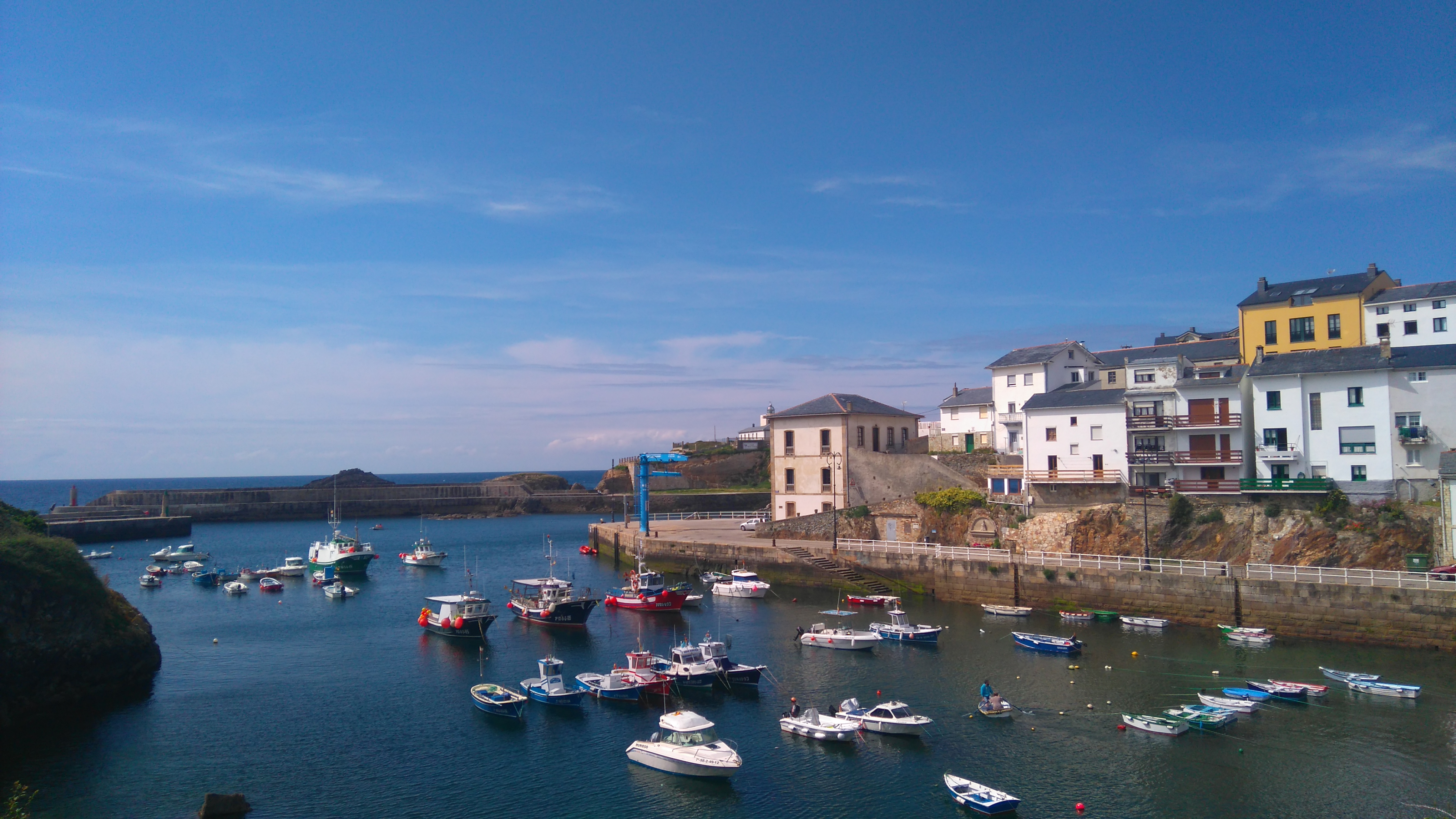
Puerto de Tapia de Casariego visto desde la zona urbana

En estos últimos años, y como consecuencia de dichas normativas europeas, se ha producido una disminución en el número de explotaciones y una consiguiente mejor racionalización de las existentes. La actividad pesquera también sufre las consecuencias de los recortes de cupos y de caladeros, quedando en el puerto de Tapia un total de 13 barcos que se dedican a la pesca de bajura (pulpo, percebe, merluza y pixín) y a la de altura (mero y merluza). De la pesca de altura sólo quedan tres embarcaciones, teniendo su lugar de venta en Avilés.
El sector secundario y de la construcción tiene una débil influencia en el municipio, representando al 18,09% de los empleos locales. La rama de la construcción es la que genera un mayor número de empleos, teniendo cierta representación también la industria alimentaria, y las transformadoras de metales.
Dentro del sector terciario de los servicios hay que decir que este está alcanzando un mayor protagonismo con el paso del tiempo gracias sobre todo a la actividad turística que se da en toda la zona. Hoy en día genera un 39,59% de los empleos, siendo las ramas del comercio y de la hostelería las que se llevan el mayor número de empleos. Generalmente, estas actividades se concentran en la capital municipal.

### Industria de extracción de oro
El descubrimiento del yacimiento de oro de Salave se remonta al siglo primero de nuestra era por los romanos, que en aquel tiempo comenzaron la extracción de las zonas oxidadas en la parte superficial del yacimiento de más fácil acceso. Además, por su composición resultaba más sencillo concentrar el oro contenido en la mineralización.
Se estima que los romanos extrajeron en su tiempo entre 2 y 6 millones de toneladas de roca en Salave, recuperando entre 5.000 y 7.000 Kilogramos de oro.
Por razones que no se conocen con exactitud, pero probablemente relacionados con las dificultades de controlar el acceso del agua cuando alcanzaron cierta profundidad en su corta, abandonaron la extracción de Salave, dejando un hueco de dimensiones considerables, próximo a la costa y en cuyo fondo se formaron las conocidas actualmente como Lagunas de Salave y su entorno constituido por el perfil de la operación a cielo abierta que los romanos desarrollaron y que a la fecha se encuentra extraordinariamente rehabilitado con profusa vegetación de todo tipo y formando parte del patrimonio industrial y arqueológico de la zona.
No existe documentada, desde entonces, actividad minera en la zona hasta los años cuarenta del pasado siglo, cuando determinados minerales como el molibdeno vieron relanzado su valor para la fabricación de aceros especiales durante las contiendas bélicas nacional e internacional. De esta época se registran pequeñas extracciones de molibdeno, de carácter superficial en la zona de la antigua corta de Salave, en galerías subterráneas de muy limitada extensión.
Es a partir de los años sesenta, cuando diversas compañías especializadas en la investigación y desarrollo de proyectos mineros muestran interés por comprobar el desarrollo y continuidad en profundidad de la extracción evidenciada por los romanos.
De este modo, mediante el uso de técnicas geoquímicas, geofísicas y de prospección directa se ha reconstruido el modelo de mineralización de Salave, su morfología, localización y finalmente su viabilidad técnica, ambiental, económica y urbanística.
La concesión de explotación minera de Salave fue otorgada por el Estado a mediados del siglo pasado a la compañía Exploraciones Mineras del Cantábrico. Rio Narcea Gold Mines compró la concesión y en 2005 presentó un proyecto de mina a cielo abierto que fue denegado por el Principado por motivos urbanísticos, sin siquiera haberse examinado la propuesta de la compañía. El Gobierno Regional denegó el permiso amparándose en el Plan de Ordenación del Litoral Asturiano (POLA), que no permitía una extracción a cielo abierto tan cerca de la costa.  En 2010, Astur Gold, la nueva propietaria de los derechos mineros optó por la explotación subterránea y obtuvo una Declaración de Impacto Ambiental Positiva (DIA) para la extracción del mineral, pero no para el tratamiento del mismo. Finalmente el proyecto fue rechazado porque la Confederación Hidrográfica del Cantábrico consideró que los ríos no podían absorber los vertidos que iba a generar. 
En septiembre de 2021, la empresa Exploraciones Mineras del Cantábtico, subsidiaria de la australiana Black Dragon Gold Corp, presentó un nuevo proyecto y está a la espera de la valoración medioambiental .”Ahora tenemos que esperar y dejar trabajar a los funcionarios. Se ha presentado un proyecto completamente diferente que ha solucionado los problemas de impacto ambiental detectados en el pasado, como el que afectaba a las aguas», aseguró la empresa a 20minutos. La empresa evacuará las aguas inalteradas del subsuelo con un emisario submarino. Desde la minera EMC, afirman a la citada publicación, que una vez terminada la explotación, las escombreras se reciclarán y que "los estériles de flotación se depositarán con aglomerantes para garantizar su integridad" y que estarán "aislados, compactados e impermeabilizados para asegurar el riesgo cero a largo plazo". También se reconstruirá "la morfología de la superficie" mediante un proceso de restauración. Además, señalan que toda la tierra que se extraiga se volverá a introducir dentro de la mina.
Asimismo, defienden que se plantea una explotación para extraer "un concentrado de sulfuros" que se exportará fuera de España para obtener el oro: "De este modo se excluye totalmente el uso de productos cianurados en la zona de actuación de la mina".

## Administración y política

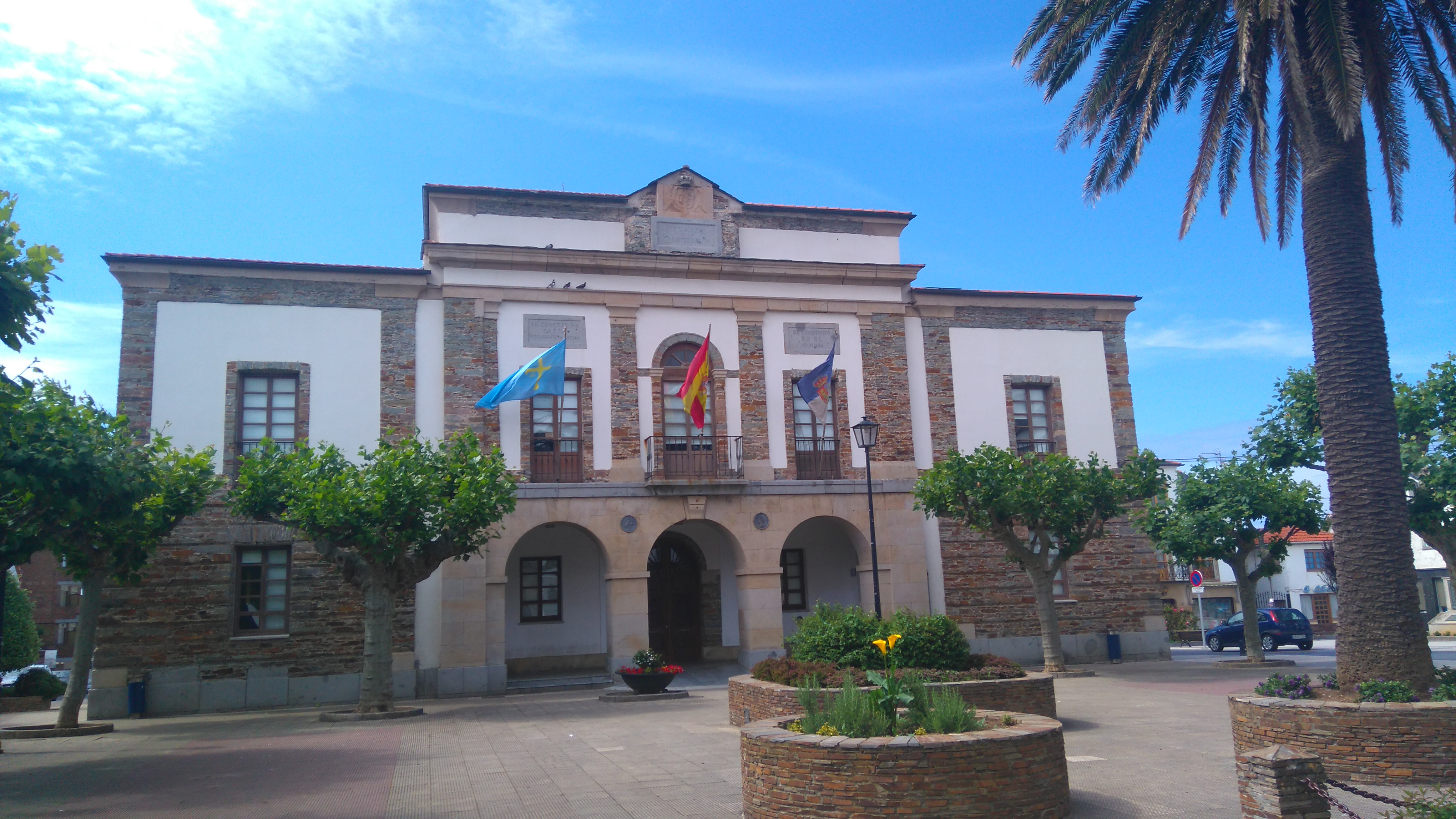
Casa consistorial

### Gobierno municipal
En el concejo de Tapia de Casariego, gobernó UCD la primera legislatura de la democracia, desde 1979 a 1983. Desde 1983 hasta 2011 el PP es quien ostenta el poder con mayoría absoluta. En 2011 el PP pierde la mayoría absoluta y un acuerdo entre Alternativa por Tapia y PSOE convierte a Manuel Jesús González Díaz "Cuco" en Alcalde. En febrero de 2013 tras un año de gobierno en minoría, Manuel Jesús González dimite y se convoca pleno para la elección de nuevo alcalde. El 12 de abril de 2013 Enrique Fernández Castelao "Revilla" (PP) se convierte en el nuevo regidor municipal. En 2015 vuelve a ganar las elecciones y la alianza con Foro Asturias le permite revalidar el cargo. En 2018, el alcalde popular dimite por razones personales y Foro apoya la candidatura socialista de manera decisiva convirtiéndose en alcaldesa Ana María Vigón Suárez. El PSOE gana las elecciones municipales en 2019 y mantiene el gobierno renovando el pacto de gobierno con Foro Asturias. En las elecciones de 2023 el Partido Popular recupera la Alcaldía con mayoría absoluta.
| Periodo   | Nombre                            | Partido | Partido                                             |
| --------- | --------------------------------- | ------- | --------------------------------------------------- |
| 1979-1981 | José Manuel Fraga González        |         | Unión de Centro Democrático (UCD)                   |
| 1981-1983 | José Manuel Peña Fernández        |         | Unión de Centro Democrático (UCD)                   |
| 1983-1991 | Francisco José Fernández Quintana |         | Alianza Popular (AP)                                |
| 1991-2011 | Gervasio Acevedo Fernández        |         | Partido Popular (PP)                                |
| 2011-2013 | Manuel Jesús González Díaz        |         | Agrupación de Electores Alternativa por Tapia (APT) |
| 2013-2018 | Enrique Fernández Castelao        |         | Partido Popular (PP)                                |
| 2018-2023 | Ana María Vigón Suárez            |         | Federación Socialista Asturiana (FSA-PSOE)          |
| 2023-act. | Pedro Fernández García            |         | Partido Popular (PP)                                |

| Partido político    | Partido político                                                    | 1979   | 1983   | 1987   | 1991   | 1995   | 1999   | 2003   | 2007   | 2011   | 2015   | 2019   | 2023   |
| Partido político    | Partido político                                                    | Ediles | Ediles | Ediles | Ediles | Ediles | Ediles | Ediles | Ediles | Ediles | Ediles | Ediles | Ediles |
|                     | Alianza Popular (AP)-Partido Popular (PP)                           | —      | 7      | 6      | 6      | 7      | 7      | 7      | 6      | 4      | 5      | 5      | 7      |
|                     | Agrupación de Electores Alternativa por Tapia (APT)                 | —      | —      | —      | —      | —      | —      | —      | 3      | 4      | —      | —      | —      |
|                     | Federación Socialista Asturiana (FSA-PSOE)                          | —      | —      | 3      | 4      | 4      | 3      | 3      | 2      | 2      | 5      | 5      | 4      |
|                     | Foro Asturias (FAC)                                                 | —      | —      | —      | —      | —      | —      | —      | —      | 1      | 1      | 1      | —      |
|                     | Coalición de Electores Independientes (CEI)                         | —      | —      | 1      | —      | —      | —      | —      | —      | —      | —      | —      | —      |
|                     | Unión de Centro Democrático (UCD)-Centro Democrático y Social (CDS) | 8      | —      | —      | 1      | —      | —      | —      | —      | —      | —      | —      | —      |
|                     | Unión Renovadora Asturiana (URAS)-Partíu Asturianista (PAS)         | —      | —      | —      | —      | —      | 1      | 1      | —      | —      | —      | —      | —      |
|                     | Independientes                                                      | 5      | 3      | —      | —      | —      | —      | —      | —      | —      | —      | —      | —      |
| Total de concejales | Total de concejales                                                 | 13     | 13     | 11     | 11     | 11     | 11     | 11     | 11     | 11     | 11     | 11     | 11     |

### Organización territorial
El concejo se articula en cuatro parroquias: Tapia, Campos y Salave, La Roda y Serantes. A la de Tapia pertenece la villa de Tapia, capital del municipio. Y en esta parroquia se da la mayor concentración humana de todo el concejo, con más de la mitad de su población total. La villa está situada a 10 metros de altitud y su puerto de mar da un gran atractivo a la villa, lo que unido a la cantidad de buenas playas diseminadas por todo el territorio hacen que sea un destino turístico de interés, tanto de las regiones centrales de Asturias como del resto de España y de Europa. Como efecto del turismo, su población aumenta de manera considerable durante la época estival.

## Cultura

### Patrimonio

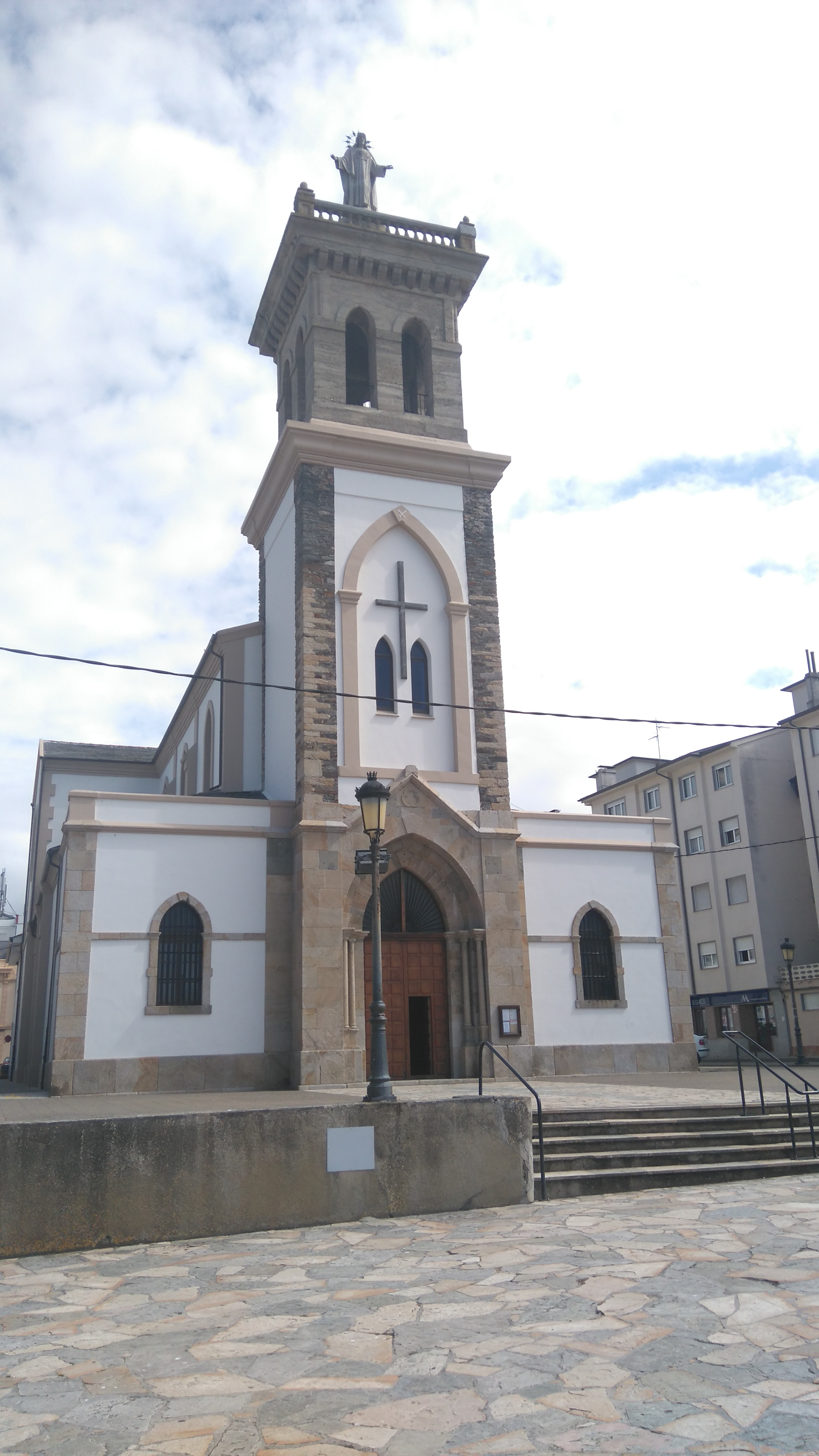
Iglesia parroquial de San Esteban, de estilo neogótico

Dentro de la arquitectura religiosa en el concejo tenemos la iglesia parroquial de Tapia fundada en 1898 es de estilo neogótico y remplazó a uno del siglo XVIII. Tiene planta en forma de cruz latina y tres naves cubiertas con bóvedas de crucería, destacando por su altura la central. En la fachada llaman la atención el pórtico cerrado, la torre-campanario y la imagen del Sagrado Corazón.
Además de esta edificación tenemos otras iglesias como las de Serantes y Campos-Salave, ambas estructuradas en una sola nave, con campanarios a los pies y bonitos retablos barrocos. También son dignas de mención las capillas de San Blas, San Sebastián, y el Santuario de Santa María del Monte en La Roda.
De su arquitectura civil y popular destacaremos diversos "palacios" (casonas) como el Palacio de Campos con patio central, planta baja y noble y una capilla situada en su frente.
Otro palacio importante es el de Cancio, en Casariego, mezcla de elementos de épocas y estilos distintos, pero su estructura primitiva es del siglo XIV. Lo rodea un alto muro en el que figura una portada con arco de medio punto acompañado por torres a sus lados. La capilla es la parte más actual, reconstruyéndose en 1836. Aquí nació Gonzalo Méndez de Cancio, capitán general de la provincia de La Florida y precursor del cultivo del maíz en Europa en el siglo XVII, sembrando las primeras semillas en las extensas tierras que poseía frente al palacio.
El más señorial de todos los "palacios" era el de Villaamil, situado en el homónimo lugar de la parroquia de Serantes. Esta era la casa de los señores de Villaamil, que dominaron feudalmente toda la comarca en la Edad Media. El asilo de Villaamil ocupa hoy el solar.
También en Serantes se encuentra el Palacio de Las Noguieras, antiguo caserón blasonado anterior al siglo XV, si bien su estructura actual es probablemente del XVIII. El edificio consta de capilla y se articula en torno a un patio central cerrado por un imponente muro en su parte sur donde se sitúa la entrada principal. El conjunto consta además de cabazo, palomar, pajar y huerta cerrada.
La plaza de la Constitución forma un bonito conjunto arquitectónico con el Ayuntamiento, el Instituto y las Escuelas, construidos entre 1860 y 1864. Las tres edificaciones tienen planta rectangular y fachada de dos pisos. Otras edificaciones importantes son las de la familia Yánez de Villamil o la casona de la Magdalena en Campos.

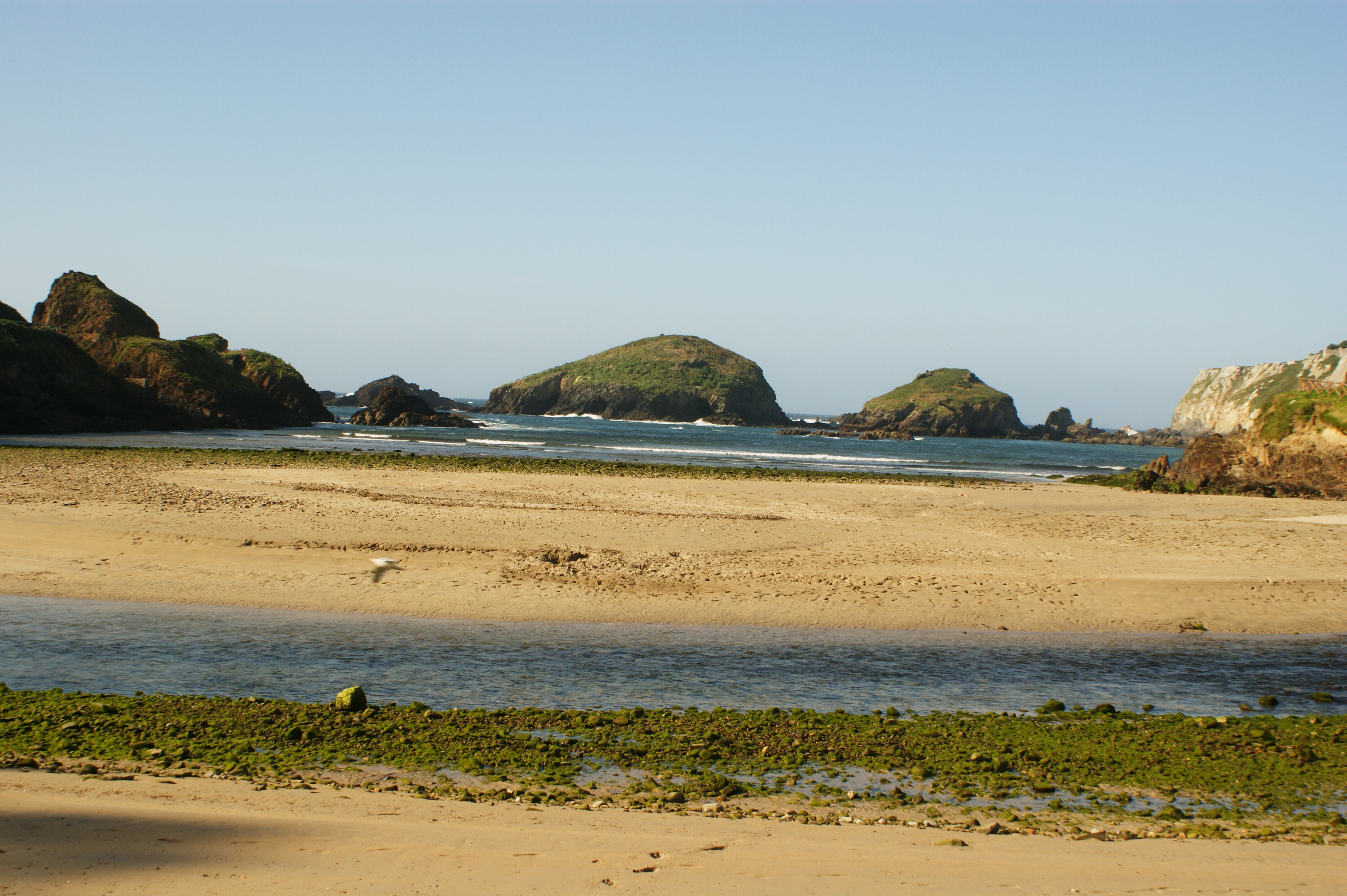
Playa de Porcia

Por último, no queremos acabar esta sección sin mencionar la declaración de monumento de la playa de Peñarronda en el límite con Castropol por el PORNA (Plan de Ordenación de los Recursos Naturales de Asturias), contemplándose en ella un conjunto de dunas que junto a la vegetación del lugar forma un paisaje bellísimo.

### Lengua
La lengua tradicional del concejo de Tapia es el gallego asturiano, variedad dialéctica del subgrupo Gallego-portugués reconocida legalmente como tal lengua, en la Ley 1/1998, de 23 de marzo, de uso y promoción del bable/asturiano y del gallego-asturiano. La fala como es conocido en el Concejo el gallego-asturiano a diferencia del Concejo vecino de El Franco presenta la particularidad de degeminar las consonantes laterales palatales manteniendo el carácter lateral de las consonantes iniciales, así "lúa", "làa", "cabalo", galía. Igualmente está presente en gran parte del concejo el sonido nasálico velar -ŋ-, así unha, algunha, anohoite desconocido en el resto del occidente asturiano. Se da al igual que en el resto de los concejos el mismo fenómeno de pérdida de las nasales palatales, si bien no tan acentuado como los concejos situados más al Este como Coaña y El Boal, que pierden casi completamente este sonido, así "teñen" frente a "tèin" parcialmente El Franco Coaña y Boal, poñer frente a púer (Boal, Coaña), seña frente a sía (Boal), etc. Incluso hasta bien entrado el siglo XX mantuvo la nasalización de las vocales cerradas "A Viguĩa".
La literatura en gallego-asturiano surge en torno a los semanarios comarcales como El Castropol, primero, y posteriormente el Aldeano quienes recogen los primeros testimonios en esta lengua. Existe un alto grado de concienciación en la población sobre la "fala" siendo naturales de este concejo algunos de los más reputados autores en lengua gallego-asturiana, así, y entre otros Conrado Vilar, Manuel García Sánchez (Manolo Galano), Xan Castiñeira (1942), Xose Miguel Suárez Fernández (1965), y Conchita Álvarez Lebredo, entre otros.Entre los primeros autores conocidos es reseñable la aportación de Conrado Vilar Loza (873), que aunque nacido en Taramundi inicia una tradición de teatro popular alrededor de la villa de Tapia de Casariego. Es conocido por su poesía emigración tema muy recurrente en el momento.  Manuel García Sánchez “ ManoloGalano” (A Roda, Tapia 1922-2016) es el representante más conocido de la literatura costumbrista tapiega. Nacido en La Roda en 1922, es un personaje prototipo de la cultura popular. Comenzó su carrera de la mano de su profesión de músico, escribe sus primeras obras costumbristas en los años sesenta y sus aportaciones en diversas revistas se han prolongado hasta su muerte. Su obra más conocida "Parzamiques", vencedora del I Premio Xeira de Narracióis Curtias, en 1991. Junto con Jacinto Díaz recogió el vocabulario de su pueblo en "Vocabulario da Roda".

### Principales festividades
Entre sus principales fiestas están:
En el mes de febrero, las fiestas de San Blas en Tapia. En el mes de junio, son las fiestas de San Pedro en Tapia y las fiestas de El Corpus en Serantes. En julio tenemos las fiestas de Nuestra Señora del Carmen en Tapia. En el mes de septiembre, están Nuestra Señora de la Porteira en Salave y la Romería de los Remedios en Porcia.
Las fiestas más populares son las de la Virgen del Carmen de Tapia, habiendo durante esas fechas una semana entera llena de actos festivos y culturales donde destaca la procesión Marinera en la que la imagen de la Virgen llega hasta el puerto sobre unas magníficas alfombras florales, donde se produce un impresionante concierto de las sirenas de los barcos. Por otra parte el concejo también se destaca por acontecimientos deportivos como los de la quincena deportiva en la Feria de Campomar, y el campeonato internacional de surf celebrado en Semana Santa y que reúne a lo más selecto del circuito europeo.
Durante el mes de agosto también tiene lugar el FID'O, Festival Intercéltico d'Occidente, de alcance internacional y dedicado a la divulgación de la gaita y la música celta. 